# Teatro Bravos
Teatro Bravos é um teatro localizado na cidade de São Paulo, situado nas dependências do Instituto Tomie Ohtake, em Pinheiros. Segundo a pesquisa feita pela Folha de S.Paulo em 2015, é o teatro com a maior sala da cidade.

## História
O teatro foi inaugurado em 19 de março de 2012, com o espetáculo Vermelho, com Antônio Fagundes e dirigido por Jorge Takla. A inauguração para o público geral ocorreu no dia 30 do mesmo mês. A área total da construção é de 3.078,14 m². Em Junho de 2012 um evento beneficente lotou o local e arrecadou mais de meio milhão de reais para ajudar na construção da Casa da Mulher (não confundir com Casa da Mulher Brasileira). No dia se apresentaram Agnaldo Rayol, Claudia Leitte, Erikka, Hebe Camargo, Léo Maia, Luiza Possi, Paulo Ricardo, a banda Roupa Nova, Ana Hickmann, Ticiane Pinheiro e Valéria.
O espaço chamava-se Teatro Geo, até o fechamento da empresa Geo Eventos em 2013, que controlava o local desde a inauguração. A partir de outubro de 2013, o Teatro Geo passou a ser administrado pela Time For Fun (T4F), que mais tarde vendeu os direitos de nome do local para a Cetip (uma empresa da B2B, do mercado financeiro), passando a se chamar oficialmente Teatro Cetip em agosto de 2014. O contrato feito tinha validade de cinco anos, podendo ser renovado por mais cinco. Ele também permitia que a Cetip explorasse os setores do mercado publicitário do local.
Em 2016 o Teatro Cetip sediou um seminário promovido pelo Instituto Unibanco onde foi discutido a situação do Ensino Médio no Brasil. Mais tarde, ocorreram protestos e o teatro foi invadido, porém os protestos foram pacíficos.
Em maio de 2022 passou a ser chamado de Teatro Bravos, administrado pela Oscardepau Produções Artísticas.

## Recepção
Em 28 de setembro de 2014, foi publicado na Folha de S.Paulo o resultado da avaliação feita pela equipe do jornal ao visitar os sessenta maiores teatros da cidade de São Paulo. O local foi premiado com nota máxima, cinco estrelas, "ótimo", com o consenso: "O Teatro Cetip ganhou cinco estrelas por diversos motivos: é bonito, confortável (foi o destaque como melhor poltrona) e oferece boa visibilidade de qualquer lugar da plateia, tanto das primeiras fileiras quanto das últimas no andar superior. Há vários banheiros disponíveis, sempre limpos, e os funcionários são simpáticos e atenciosos. Em alguns casos, antes do início do espetáculo e durante os intervalos, eles passam na sala vendendo doces e balas. Administrado pela Time for Fun, o local, antes chamado de Teatro Geo, só perdeu décimos porque as pessoas que chegaram atrasadas puderam entrar - atrapalhando quem foi pontual. Na programação há shows, peças adultas e infantis e musicais (...)"